# Composite (patrón de diseño)
El patrón Composite sirve para construir objetos complejos a partir de otros más simples y similares entre sí, gracias a la composición recursiva y a una estructura en forma de árbol.
Esto simplifica el tratamiento de los objetos creados, ya que al poseer todos ellos una interfaz común, se tratan todos de la misma manera. Dependiendo de la implementación, pueden aplicarse procedimientos al total o una de las partes de la estructura compuesta como si de un nodo final se tratara, aunque dicha parte esté compuesta a su vez de muchas otras.
Un claro ejemplo de uso extendido de este patrón se da en los entornos de programación 2D para aplicaciones gráficas. Un videojuego puede contener diferentes capas "layers" de sprites (como una capa de enemigos) pudiéndose invocar un método que actúe sobre toda esta capa de sprites a la vez (por ejemplo, para ocultarlos, darles un filtro de color etc.).
Es uno de los veintitrés patrones de diseño GoF conocidos que describen cómo resolver problemas recurrentes de diseño para diseñar software orientado a objetos.

## Problema que soluciona
Imaginemos que necesitamos crear una serie de clases para guardar información acerca de una serie de figuras que serán círculos, cuadrados y triángulos. Además necesitamos poder tratar también grupos de imágenes porque nuestro programa permite seleccionar varias de estas figuras a la vez para moverlas por la pantalla.
En principio tenemos las clases Círculo, Cuadrado y Triángulo, que heredarán de una clase padre que podríamos llamar Figura e implementarán todas la operación pintar(). En cuanto a los grupos de Figuras podríamos caer en la tentación de crear una clase particular separada de las anteriores llamada GrupoDeImágenes, también con un método pintar().
Problema.
Esta idea de separar en clases privadas componentes (figuras) y contenedores (grupos) tiene el problema de que, para cada una de las dos clases, el método pintar() tendrá una implementación diferente, aumentando la complejidad del sistema.

## Implementación
El patrón Composite da una solución elegante a este problema, de la que además resulta en una implementación más sencilla.
A la clase Figura la llamaríamos Gráfico y de ella extenderían tanto Círculo, Cuadrado y Triángulo, como GrupoDeImágenes. Además, esta última tendría una relación todo-parte de multiplicidad * con Gráfico: un GrupoDeImágenes contendría varios Gráficos, ya fuesen éstos Cuadrados, Triángulos, u otras clases GrupoDeImágenes.
Así, es posible definir a un grupo de imágenes recursivamente. Por ejemplo, un objeto cuya clase es GrupoDeImágenes podría contener un Cuadrado, un Triángulo y otro GrupoDeImágenes, este grupo de imágenes podría contener un Círculo y un Cuadrado. Posteriormente, a este último grupo se le podría añadir otro GrupoDeImágenes, generando una estructura de composición recursiva en árbol, por medio de muy poca codificación y un diagrama sencillo y claro.

## Ejemplos de utilización
En Java: las clases java.awt.Component (Componente), java.awt.Container (Contenedor), java.awt.Panel (Contenedor concreto), java.awt.Button (Botón)

## Código en Kotlin
```
import
 
java.util.ArrayList

abstract
 
class
 
Componente
(
protected
 
var
 
nombre
:
 
String
)
 
{

    
abstract
 
fun
 
agregar
(
c
:
 
Componente
)

    
abstract
 
fun
 
eliminar
(
c
:
 
Componente
)

    
abstract
 
fun
 
mostrar
(
profundidad
:
 
Int
)

}

class
 
Compuesto
(
name
:
 
String
)
 
:
 
Componente
(
name
)
 
{

    
private
 
val
 
hijo
 
=
 
ArrayList
<
Componente
>
()

    
override
 
fun
 
agregar
(
componente
:
 
Componente
)
 
{

        
hijo
.
add
(
componente
)

    
}

    
override
 
fun
 
eliminar
(
componente
:
 
Componente
)
 
{

        
hijo
.
remove
(
componente
)

    
}

    
override
 
fun
 
mostrar
(
profundidad
:
 
Int
)
 
{

        
println
(
"
$
nombre
 nivel: 
$
profundidad
"
)

        
for
 
(
i
 
in
 
hijo
.
indices
)
 
hijo
[
i
]
.
mostrar
(
profundidad
 
+
 
1
)

    
}

}

internal
 
class
 
Hoja
(
nombre
:
 
String
)
 
:
 
Componente
(
nombre
)
 
{

    
override
 
fun
 
agregar
(
c
:
 
Componente
)
 
{

        
println
(
"no se puede agregar la hoja"
)

    
}

    
override
 
fun
 
eliminar
(
c
:
 
Componente
)
 
{

        
println
(
"no se puede quitar la hoja"
)

    
}

    
override
 
fun
 
mostrar
(
depth
:
 
Int
)
 
{

        
println
(
"-
$
nombre
"
)

    
}

}

object
 
Client
 
{

    
@JvmStatic

    
fun
 
main
(
args
:
 
Array
<
String
>
)
 
{

        
val
 
raiz
 
=
 
Compuesto
(
"root"
)

        
raiz
.
agregar
(
Hoja
(
"hoja A"
))

        
raiz
.
agregar
(
Hoja
(
"hoja B"
))

        
val
 
comp
 
=
 
Compuesto
(
"compuesto X"
)

        
comp
.
agregar
(
Hoja
(
"hoja XA"
))

        
comp
.
agregar
(
Hoja
(
"hoja XB"
))

        
raiz
.
agregar
(
comp
)

        
raiz
.
agregar
(
Hoja
(
"hoja C"
))

        
val
 
l
 
=
 
Hoja
(
"hoja D"
)

        
raiz
.
agregar
(
l
)

        
raiz
.
eliminar
(
l
)

        
raiz
.
mostrar
(
1
)

    
}

}

```

## Código en C++
```
#include
 
<iostream>

#include
 
<vector>

using
 
namespace
 
std
;

class
 
Component

{

protected
:

	
string
 
name
;

public
:

	
Component
();

	
Component
(
string
 
n
);

	
virtual
 
void
 
add
(
Component
*
)
 
{}

	
virtual
 
void
 
remove
(
Component
*
)
 
{}

	
virtual
 
void
 
show
(
short
)
 
{}

};

Component
::
Component
()
 
{}

Component
::
Component
(
string
 
n
)
 
:
 
name
(
n
)
 
{}

class
 
Composite
 
:
 
public
 
Component

{

private
:

	
vector
<
Component
*>
 
list
;

public
:

	
Composite
(
string
);

	
void
 
add
(
Component
*
);

	
void
 
remove
(
Component
*
);

	
void
 
show
(
short
);

};

Composite
::
Composite
(
string
 
n
)
 
{
 
name
 
=
 
n
;
 
}

void
 
Composite
::
add
(
Component
*
 
component
)

{

	
list
.
push_back
(
component
);

}

void
 
Composite
::
remove
(
Component
*
 
component
)

{

	
list
.
erase
(
std
::
remove
(
list
.
begin
(),
 
list
.
end
(),
 
component
),
 
list
.
end
());

}

void
 
Composite
::
show
(
short
 
depth
)

{

    
cout
 
<<
 
name
 
<<
 
" nivel: "
 
<<
 
depth
 
<<
 
endl
;

    
for
(
vector
<
Component
*>::
const_iterator
 
iter
 
=
 
list
.
begin
();
 
iter
 
!=
 
list
.
end
();
 
++
iter
)

    
{

        
if
(
*
iter
 
!=
 
0
)

        
{

            
(
*
iter
)
->
show
(
depth
 
+
 
1
);

        
}

    
}

}

class
 
Leaf
 
:
 
public
 
Component

{

public
:

	
Leaf
 
(
string
);

	
void
 
add
(
Component
*
)
 
{}

	
void
 
remove
(
Component
*
)
 
{}

	
void
 
show
(
short
);

};

Leaf
::
Leaf
(
string
 
n
)
 
{
 
name
 
=
 
n
;
 
}

void
 
Leaf
::
show
(
short
 
depth
)

{

	
cout
 
<<
 
'-'
 
<<
 
name
 
<<
 
"    ("
 
<<
 
depth
 
<<
 
')'
 
<<
 
endl
;

}

int
 
main
()

{

	
Composite
*
 
root
 
=
 
new
 
Composite
(
"raiz"
);

	
root
->
add
(
new
 
Leaf
(
"hoja A"
));

	
root
->
add
(
new
 
Leaf
(
"hoja B"
));

	

	
Composite
*
 
comp
 
=
 
new
 
Composite
(
"rama"
);

	
comp
->
add
(
new
 
Leaf
(
"hoja A'"
));

	
comp
->
add
(
new
 
Leaf
(
"hoja B'"
));

	
root
->
add
(
comp
);

	
root
->
add
(
new
 
Leaf
(
"hoja C"
));

	
Leaf
*
 
h
 
=
 
new
 
Leaf
(
"hoja D"
);

	
root
->
add
(
h
);

	
root
->
remove
(
h
);

	
root
->
show
(
1
);

	
delete
 
h
;

	
delete
 
comp
;

	
delete
 
root
;

	
return
 
0
;

}

```

## Código en Java
```
import
 
java.util.*
;

public
 
abstract
 
class
 
Componente

{

	
protected
 
String
 
nombre
;

	
public
 
Componente
 
(
String
 
nombre
)

	
{

		
this
.
nombre
 
=
 
nombre
;

	
}

	
abstract
 
public
 
void
 
agregar
(
Componente
 
c
);

	
abstract
 
public
 
void
 
eliminar
(
Componente
 
c
);

	
abstract
 
public
 
void
 
mostrar
(
int
 
profundidad
);

}

class
 
Compuesto
 
extends
 
Componente

{

	
private
 
ArrayList
<
Componente
>
 
hijo
 
=
 
new
 
ArrayList
<
Componente
>
();

	
public
 
Compuesto
 
(
String
 
name
)

	
{

		
super
(
name
);

	
}

	
@Override

	
public
 
void
 
agregar
(
Componente
 
componente
)

	
{

		
hijo
.
add
(
componente
);

	
}

	
@Override

	
public
 
void
 
eliminar
(
Componente
 
componente
)

	
{

		
hijo
.
remove
(
componente
);

	
}

	
@Override

	
public
 
void
 
mostrar
(
int
 
profundidad
)

	
{

		
System
.
out
.
println
(
nombre
 
+
 
" nivel: "
 
+
 
profundidad
);

		
for
 
(
int
 
i
 
=
 
0
;
 
i
 
<
 
hijo
.
size
();
 
i
++
)

			
hijo
.
get
(
i
).
mostrar
(
profundidad
 
+
 
1
);

	
}

}

class
 
Hoja
 
extends
 
Componente

{

	
public
 
Hoja
 
(
String
 
nombre
)

	
{

		
super
(
nombre
);

	
}

	
public
 
void
 
agregar
(
Componente
 
c
)

	
{

		
System
.
out
.
println
(
"no se puede agregar la hoja"
);

	
}

	
public
 
void
 
eliminar
(
Componente
 
c
)

	
{

		
System
.
out
.
println
(
"no se puede quitar la hoja"
);

	
}

	
public
 
void
 
mostrar
(
int
 
depth
)

	
{

		
System
.
out
.
println
(
'-'
 
+
 
""
 
+
 
nombre
);

	
}

}

public
 
class
 
Client

{

	
public
 
static
 
void
 
main
(
String
[]
 
args
)

	
{

		
Compuesto
 
raiz
 
=
 
new
 
Compuesto
(
"root"
);

		
raiz
.
agregar
(
new
 
Hoja
(
"hoja A"
));

		
raiz
.
agregar
(
new
 
Hoja
(
"hoja B"
));

		
Compuesto
 
comp
 
=
 
new
 
Compuesto
(
"compuesto X"
);

		
comp
.
agregar
(
new
 
Hoja
(
"hoja XA"
));

		
comp
.
agregar
(
new
 
Hoja
(
"hoja XB"
));

		
raiz
.
agregar
(
comp
);

		
raiz
.
agregar
(
new
 
Hoja
(
"hoja C"
));

		
Hoja
 
l
 
=
 
new
 
Hoja
(
"hoja D"
);

		
raiz
.
agregar
(
l
);

		
raiz
.
eliminar
(
l
);

		
raiz
.
mostrar
(
1
);

	
}

}

```

## Código completo en C#
```
using
 
System
;

using
 
System.Collections.Generic
;

namespace
 
WikipediaCompositePattern

{

    
public
 
class
 
Program

    
{

        
static
 
void
 
Main
(
string
[]
 
args
)

        
{

            
Compuesto
 
raiz
 
=
 
new
 
Compuesto
(
"root"
);

            
raiz
.
Agregar
(
new
 
Hoja
(
"hoja A"
));

            
raiz
.
Agregar
(
new
 
Hoja
(
"hoja B"
));

            
Compuesto
 
comp
 
=
 
new
 
Compuesto
(
"compuesto X"
);

            
comp
.
Agregar
(
new
 
Hoja
(
"hoja XA"
));

            
comp
.
Agregar
(
new
 
Hoja
(
"hoja XB"
));

            
raiz
.
Agregar
(
comp
);

            
raiz
.
Agregar
(
new
 
Hoja
(
"hoja C"
));

            
Hoja
 
l
 
=
 
new
 
Hoja
(
"hoja D"
);

            
raiz
.
Agregar
(
l
);

            
raiz
.
Eliminar
(
l
);

            
raiz
.
Mostrar
(
1
);

        
}

    
}

    
public
 
abstract
 
class
 
Componente

    
{

        
protected
 
string
 
nombre
;

        
public
 
Componente
 
(
string
 
nombre
)

        
{

            
this
.
nombre
 
=
 
nombre
;

        
}

        
public
 
abstract
 
void
 
Agregar
(
Componente
 
componente
);

        
public
 
abstract
 
void
 
Eliminar
(
Componente
 
componente
);

        
public
 
abstract
 
void
 
Mostrar
(
int
 
profundidad
);

    
}

    
public
 
class
 
Compuesto
:
 
Componente

    
{

        
private
 
List
<
Componente
>
 
hijo
 
=
 
new
 
List
<
Componente
>
();

        
public
 
Compuesto
 
(
string
 
nombre
):
 
base
(
nombre
)
 
{
 
}

        
public
 
override
 
void
 
Agregar
(
Componente
 
componente
)

        
{

            
hijo
.
Add
(
componente
);

        
}

        
public
 
override
 
void
 
Eliminar
(
Componente
 
componente
)

        
{

            
hijo
.
Remove
(
componente
);

        
}

        
public
 
override
 
void
 
Mostrar
(
int
 
profundidad
)

        
{

            
Console
.
WriteLine
(
string
.
Format
(
"{0} nivel: {1}"
,
 
nombre
,
 
profundidad
));

            
for
 
(
int
 
i
 
=
 
0
;
 
i
 
<
 
hijo
.
Count
;
 
i
++
)

                
hijo
[
i
].
Mostrar
(
profundidad
 
+
 
1
);

        
}

    
}

    
public
 
class
 
Hoja
:
 
Componente

    
{

        
public
 
Hoja
(
string
 
nombre
):
 
base
(
nombre
)
 
{
 
}

        
public
 
override
 
void
 
Agregar
(
Componente
 
componente
)

        
{

            
Console
.
WriteLine
(
"no se puede agregar la hoja"
);

        
}

        
public
 
override
 
void
 
Eliminar
(
Componente
 
componente
)

        
{

            
Console
.
WriteLine
(
"no se puede eliminar la hoja"
);

        
}

        
public
 
override
 
void
 
Mostrar
(
int
 
profundidad
)

        
{

            
Console
.
WriteLine
(
string
.
Format
(
"-{0}"
,
 
nombre
));

        
}

    
}

}

```

- Datos: Q1061379
- Multimedia: Composite pattern / Q1061379